# Robert James Hastie
Robert James Hastie, oft R. J. Hastie zitiert, genannt Jim Hastie, ist ein britischer theoretischer Plasmaphysiker.
Hastie arbeitet in der Theorieabteilung des Joint European Torus in Culham.
Er befasst sich mit theoretischen Forschungen über Plasmen im Rahmen des Tokamak-Pfads zur kontrollierten Kernfusion. Dabei arbeitete er seit den 1960er Jahren eng mit John Bryan Taylor und John William Connor (Jack Connor) zusammen. In den 1970er Jahren entwickelten sie die Theorie der Ballooning-Mode Instabilitäten.
2004 erhielt er mit Taylor und Connor den Hannes-Alfvén-Preis.
2002 wurde er Fellow der American Physical Society.